# Олах, Ладислав Данилович
Лаци Олах (Ладислав Данилович Олах, венг. Olah Laszlo; 22 ноября 1911, Братислава — 19 августа 1989, Москва) — венгерский, чехословацкий и советский барабанщик-джазмен, цыган по национальности.

## Биография
В СССР приехал в 1936 году в составе оркестра Антонина Циглера (Чехословакия), гастролировавшего в Советском Союзе по приглашению Управления Государственного объединения мюзик-холлов, эстрады и цирка при Наркомпросе (ГОМЭЦ). После окончания гастролей остался в Москве. Десять лет играл в джаз-оркестре Всесоюзного радиокомитета — с момента создания этого коллектива в 1938 году до расформирования в 1948 году (за это время оркестром руководили А. В. Варламов, А. Н. Цфасман и М. З. Гинзбург). Выступал также с малыми составами. Позже руководил собственным оркестром (начал выступать в кинотеатре «Художественный»). Стал популярным благодаря высочайшему артистизму, дополненному виртуозной техникой игры, а «фирменным стилем» артиста стало жонглирование барабанными палочками во время выступления.
Умер в Москве. Похоронен на Миусском кладбище.
Сын — композитор Эмиль Ладиславович Олах (род. 1936).

## Воспоминания известных людей о Лаци Олахе
Режиссёр «Союзмультфильма» Алексей Котёночкин:
И тут старый барабанщик уронил палочку… Зал выдохнул. На лице старика отразилось какое-то детское недоумение, обида. «Как же так», — как бы говорил он…
«Ну всё», — подумал я. «Облажался…» Захотелось встать и уйти, чтобы не видеть позора пожилого человека.
И тут Лаци хитро подмигнул в зал, выхватил запасную палочку, швырнул её в воздух на неимоверную высоту, она, вращаясь, летела как вертолётный пропеллер, и прилетела точно к нему в руку. Он с лёта подхватил её, и выдал такой брэйк, что зал взвыл от восторга. Концовку композиции играли под сплошной визг, крик и аплодисменты.
Саксофонист-джазмен Алексей Козлов, в своей книге «Козёл на саксе»:
…когда я был в девятом классе, произошло ещё одно важное событие. Отец моего школьного друга, Юры Андреева, бывший сотрудник разведки, работавший во время войны в странах Европы, взял нас с собой в самый модный тогда ресторан «Аврора» (ныне «Будапешт»). Ресторан этот был известен тем, что только там играл официально джаз-оркестр, но не простой, а руководимый легендарным барабанщиком, выходцем из Венгрии, Лаци Олахом. Отец Юры познакомился с Лаци ещё в довоенные времена, в Венгрии. Для меня это было первое в жизни посещение ресторана, поэтому, когда мы вошли в этот, довольно роскошный и по теперешним меркам зал, мне показалось, что я попал в рай. Колонны, роскошные женщины, закуски и вина, живой джаз на сцене. Как только мы сели, Лаци Олах подошел к нашему столику и поздоровался с Юриным отцом, обнаружив большое почтение и сильный иностранный акцент. Затем, когда он начал играть, особенно исполняя свои «брэйки», я все сразу понял — я буду джазовым музыкантом, причём барабанщиком. Этот вечер запомнился мне на всю жизнь.
…На бирже я начал сталкиваться с ещё одним легендарным лабухом, барабанщиком Лаци Олахом, уже знакомым мне по ранним посещениям ресторана «Аврора». Он, появлялся там нечасто и, будучи человеком с прошлой европейской известностью, держался особняком. Постояв на бирже и получив приглашение на «халтуру», он ловил такси и, садясь в машину, говорил своим писклявым голосом, с сильным акцентом — «Шэф, я — Лаци Олах, поезжай скорее!»
Барабанщик-джазмен Борис Матвеев:
В кинотеатре «Художественный» играл оркестр Лаци Олаха — венгерского цыгана, приехавшего ещё до войны к нам в СССР. Он влюбился в пианистку Юлю, женился на ней и остался навсегда. Именно он привёз в страну европейскую культуру игры на барабанах. До него так… чирикали…<…> Домотканая музыка. Он давал платные уроки, но я был воспитанником и денег у меня не было. Я каждый вечер приходил в «Художественный» перед сеансами и перенимал то, что играл Лаци. Потом быстрее бежал домой и про себя пел его ритмы. Пока ехал в трамвае, отбивал ритм на коленках. Так и учился. Перенял у него все вплоть до мимики. Уже позже Лаци Олах стал звать меня на замены, когда сам был занят у Цфасмана. Платил мне по пятёрке, за что я расписывался у него в специальной книжке.
Писатель Эдуард Хруцкий:
…особенно мы любили ресторан «Аврора», где играл знаменитый ударник Лаци Олах. Когда-то мой дядька познакомил меня на Тверском бульваре с невысоким полненьким человеком с веселым лицом.
— Это знаменитый джазовый музыкант Лаци Олах, — сказал он мне.
Как ни странно, Лаци запомнил меня и, когда я появлялся в «Авроре», дружески здоровался, что очень льстило моему самолюбию. Как только я усаживался с девушкой за стол, к микрофону подходил трубач и объявлял:
 — Мелодия из кинофильма «Подвиг разведчика».
 Оркестр начинал играть знаменитый фокстрот «Гольфстрим». Играл оркестр и мелодии из спектакля Центрального театра кукол «Под шорох твоих ресниц», и даже музыку из сцены «Полярный бал» фильма «Музыкальная история». Такие вещи комиссией, утверждавшей репертуар ансамбля, милостиво разрешались, хотя все знали, что стоит за этими безобидными названиями.
Бард Юрий Визбор в «Автобиографии»:
В ресторане «Спорт» на Ленинградском шоссе «стучал» непревзойденный ударник всех времен Лаци Олах, подвергавшийся жестоким ударам со стороны молодёжных газет.
Пианист-джазмен Михаил Кулль, в своей книге «Ступени восхождения»:
имя Лаци было на устах у всех любителей джаза
Олах упоминается также в стихотворении Евгения Евтушенко «Лианозовцы»:

Мы так увидеть мир хотели.
Нам первым было суждено
соломинкой из-под коктейля
проткнуть в Америку окно.

Я, как заправский коктейль-холлух,
под утро барменшу лобзал
и будущее Лаци Олах
нам палочками предсказал.